# Jean-Luc Hiettre
Jean-Luc Hiettre, né le 25 mars 1955 à Rennes, est un dessinateur de bande dessinée français.

## Biographie
Après deux cartes blanches dans l'hebdomadaire Spirou en 1975, cet élève de l'atelier Fournier réalise plusieurs histoires courtes dans le cadre des « découvertes Dupuis » cette même année.
De 1979 à 1985, dans les pages du même hebdomadaire belge, il dessine la série écologiste Quentin Foloiseau dont les deux derniers épisodes ont été écrites avec le scénariste Jean-Yves Brouard.
Pour la fanzine bretonnant Frilouz, il crée la série policière humoristique Mark Jones avec la collaboration du rennais Michel Plessix dont les épisodes Pas de bananes pour miss Blanquette et Le Dernier tango à Pleumeur-Bodou paraissent en album par la suite.
Puis pour Le Journal de Mickey, de 1985 à 1987, il dessine la série humoristique Pôle-Emile le petit Eskimo avec les scénaristes Gégé et Bélom.
Il réalise ensuite, en 1990, ce qui apparait comme son chef-d'œuvre, une série historique consacrée à la Loire, Le grand fleuve, sur des scénarios de Serge Aillery, dont quatre tomes sont parus aux éditions Dupuis dans la collection Repérages. Le succès n'étant pas au rendez-vous, l'éditeur abandonne cette série en 1995. Les Editions Paquet reprennent la série en 2015.

### Vie personnelle
Par ailleurs, il est père de deux enfants.

## Œuvres

### Albums BD
En 2009, Hiettre est l'auteur de 7 volumes.
- Mark Jones, Pas de banane pour Miss Blanquette, scénario Plessix, Lucien Souny éditeur, 1987.

Série Le Grand Fleuve, 4 volumes, dessin, scénario de Serge Aillery, couleurs de Dany Delboy, collection Repérages :
- T.1 Jean Tambour, (Dupuis, 1990), Paquet 2015.
- T.2 Vent de mer, (Dupuis, 1990).
- T.3 L'ile aux canes, Dupuis, 1992.
- T.4 Hussard en galerne, Dupuis 1995.

Série Quentin Foloiseau, 2 volumes, dessin :
- T.1 Le mystère du lac sans nom, scénario de Jean-Yves Brouard, JYB Aventures, 2002
- T.2 L'île du bout du monde, JYB Aventures, 2006.

### Illustration
Personnel
- Les 6 volumes de la collection Planet accordéon diatonique, aux Editions Caruhel, sont illustrés par Jean-Luc Hiettre, dont 20 morceaux irlandais, de Samuel Le Henanff.

Collectif
- Chansons à boire, Chasse-Marée, 2004. Illustre deux chansons.
- Faire escale au bord de la Vilaine, Pays des valons de Vilaine, 2006.
- Noir penmarc'h, Le Goéland masqué, 2010. Illustre une nouvelle de Jean-François Miniac.

### Exposition
- Bretagne, de la suite dans les bédés, 1994.
- La p'tite galerie, La péniche-spectacle.
- Maison du canal d'Ille-et-Rance à Bazouges-sous-Hédé, exposition "Le grand fleuve" du musée de la batellerie de l'Ouest de Redon.